# Mar Báltico
O mar Báltico, em Abril de 2004
* Os valores do perímetro, área e volume podem ser imprecisos devido às estimativas envolvidas, podendo não estar normalizadas.

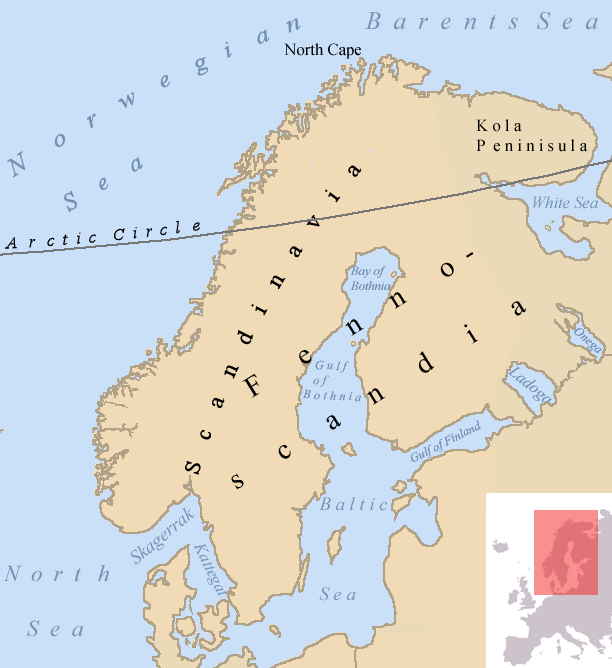
O mar Báltico, entre a península Escandinava e a costa da Polónia, Estónia, Letónia, Lituânia, Rússia e Finlândia

O mar Báltico é um mar interior do norte da Europa, circundado pela península Escandinava, pela Europa continental, e pelas ilhas dinamarquesas da Zelândia, Funen e Lolland.
Sem grandes marés e pouco profundo, tem uma área de 420 000 km2 e uma profundidade máxima de 459 m. Comunica com o mar do Norte, através dos estreitos de Escagerraque e Categate, assim como dos estreitos de Öresund, Grande Belt e Pequeno Belt. O Báltico tem dois grandes golfos — o golfo da Bótnia, entre a Suécia e a Finlândia, e o golfo da Finlândia, entre a Finlândia, a Rússia e a Estónia. . Os países com costa no mar Báltico são: Dinamarca, Suécia, Finlândia, Rússia, Estónia, Letônia, Lituânia, Polônia e Alemanha.

## Etimologia

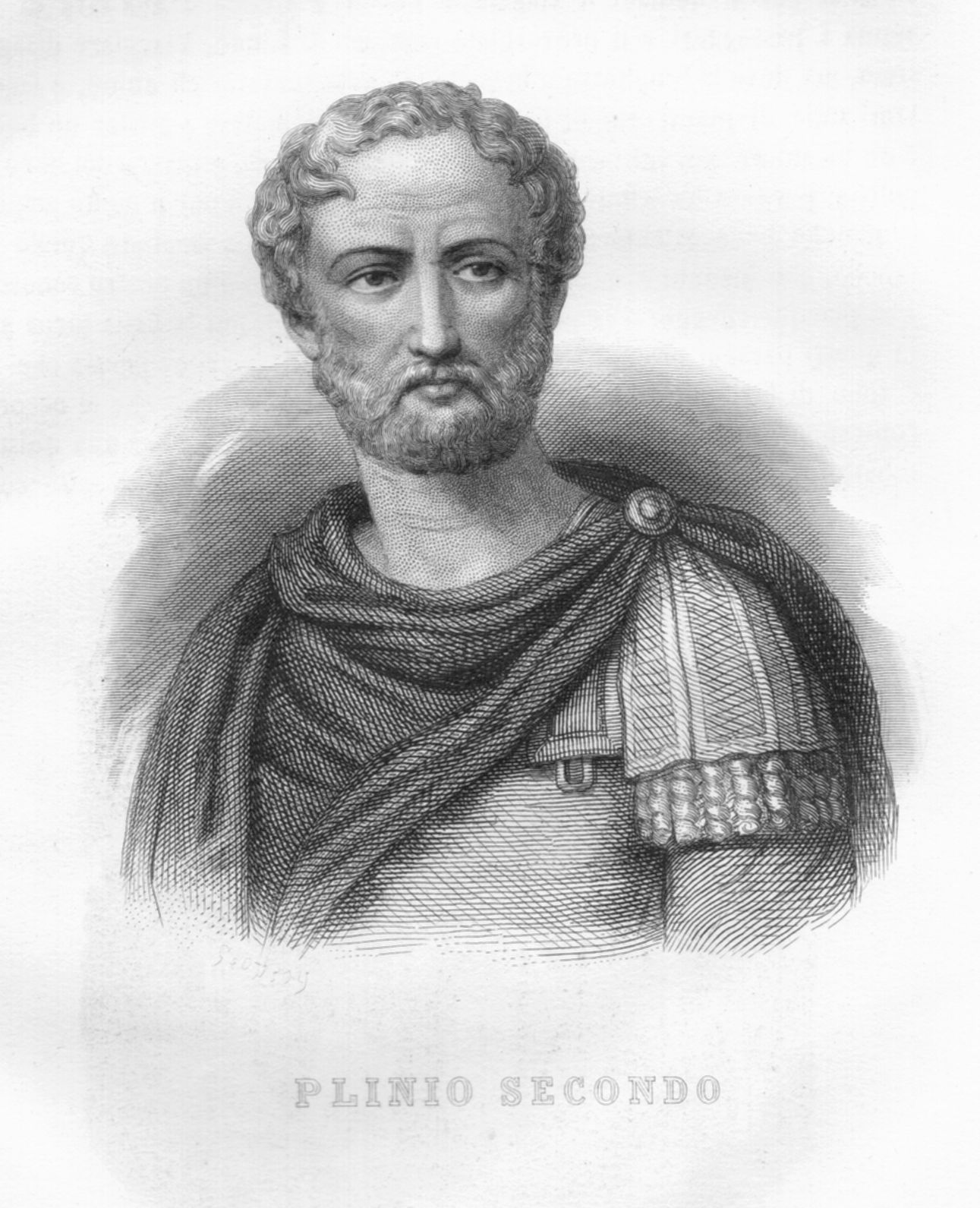
Plínio, o Velho (na imagem) pode ter inspirado o escritor Adão de Bremen a cunhar o nome do mar.

Chamado por Públio Cornélio Tácito de Mare Suebicum, por analogia ao povo germânico dos suevos, o primeiro a denominá-lo Mare Balticum foi o escritor germânico do século XI Adão de Bremen.
A origem do nome é controversa, e pode estar ligada à palavra alemã belt ("faixa"), utilizada para designar os dois estreitos dinamarqueses que o conectam ao mar do Norte. Outros acreditam que a origem seja a palavra latina balteus, com o mesmo significado. Mas deve-se notar que os nomes dos belts podem estar ligados à palavra dinamarquesa bælte, que também significa faixa. Além disso, o próprio Adão de Bremen comparou o mar com uma faixa, afirmando que o mar é assim denominado porque ele estica ao longo da terra como uma faixa. Ele também pode ter sido influenciado pelo nome de uma ilha lendária mencionada em A História Natural, de Plínio, o Velho. Plínio menciona uma ilha chamada Baltia (ou Balcia) com referência a notas de Píteas e Xenofonte. É possível que Plínio se referisse a uma ilha chamada Basilia ("reino" ou "real") em Sobre o Oceano (Περι του Ωκεανου), de Píteas. Baltia também pode ser derivada de "faixa" e significar "perto da faixa do mar (estreito)".
Outros ainda defendem que o nome da ilha origina-se da raiz indo-europeia bhel, que significa "branco". Esta raiz e seu sentido básico permaneceram no lituano (como baltas) e no letão (balts). Uma hipótese relacionada sustenta que o nome originou desta raiz indo-europeia por meio de uma língua báltica, como o lituano.
Uma outra explicação é que, derivada da raiz mencionada, o nome do mar é usado para nomear várias formas de água e substâncias similares em várias línguas europeias, o que pode ter sido originalmente associado com as cores encontradas em pântanos. Ou ainda que o nome era relacionado a pântanos e seu sentido original era de "mar fechado, baía" em oposição a "mar aberto. Alguns historiadores suecos, por sua vez, acreditam que o nome derive do deus secundário Balder, da mitologia nórdica.
Na Idade Média, o mar foi conhecido por uma variedade de nomes. O nome mar Báltico só começou a predominar a partir do século XVI. O uso de báltico e outros termos para denotar a região a leste do mar começou apenas no século XIX. Em sueco, finlandês, alemão e dinamarquês, ele é conhecido como "mar do Leste", enquanto em estoniano, é chamado de "mar do Oeste".

## História
O Báltico surgiu com o aumento do nível do mar, após o fim da última glaciação, no último período glacial, ocorrida há cerca de 12 000 anos. Originário de um lago pré-glacial de água doce — o lago Glacial Báltico, portanto sem ligação com o oceano da época, o mar Báltico tornou-se um mar após o derretimento de geleiras que o cercavam, seguido de uma elevação da terra ao redor. Neste fenômeno, conhecido como isostasia, a pressão adicionada pela água em uma região gerou uma tensão de elevação da superfície em seu redor, como em uma alavanca. O derretimento do gelo, por sua vez, reduzia o peso sobre o relevo circundante, facilitando sua elevação.

## Salinidade
A salinidade do mar Báltico é muito menor do que a da água dos oceanos. Isso ocorre devido ao abundante escoamento de água doce da terra circundante, que contribui com cerca de um quadragésimo do seu volume total por ano: o volume da bacia é de cerca de 21 000 km³ e o escoamento anual é de cerca de 500 km³. As taxas de precipitação e descarga de água doce superam a evaporação, causando uma diluição da água do mar. Em contrapartida, recebe pouca água salgada do oceano Atlântico devido a esta só poder entrar pelos estreitos do Öresund e dos Belt. Suas águas têm salinidade de 10 a 15 g/kg, enquanto a do mar Vermelho é de cerca de 40 g/kg.

## Poluição
O mar Báltico é um dos mares mais poluídos do planeta. Está cercado por zonas com grande população e produção agrícola e industrial, ao mesmo tempo que tem uma entrada mínima para água fresca do Atlântico. 
É constantemente cruzado por inúmeros navios de carga e de passageiros. Enormes ferryboats transportam milhares de turistas entre Estocolmo na Suécia e Helsínquia e Turku na Finlândia. 

Na Dinamarca, criadores de porcos vêm despejando milhares de toneladas de esterco suíno no mar Báltico, alterando seu equilíbrio e tornando-o um dos mares mais poluídos do mundo.

## Partes do mar Báltico
O mar Báltico é composto por várias partes. Em termos genéricos, este mar vai do Golfo de Bótnia, no norte, até à Escânia sueca e às ilhas dinamarquesas da Zelândia, Fyn e Lolland, no sudeste. Num sentido mais estrito, o mar Báltico vai da região das ilhas Åland até à região da Escânia e das ilhas dinamarquesas. 

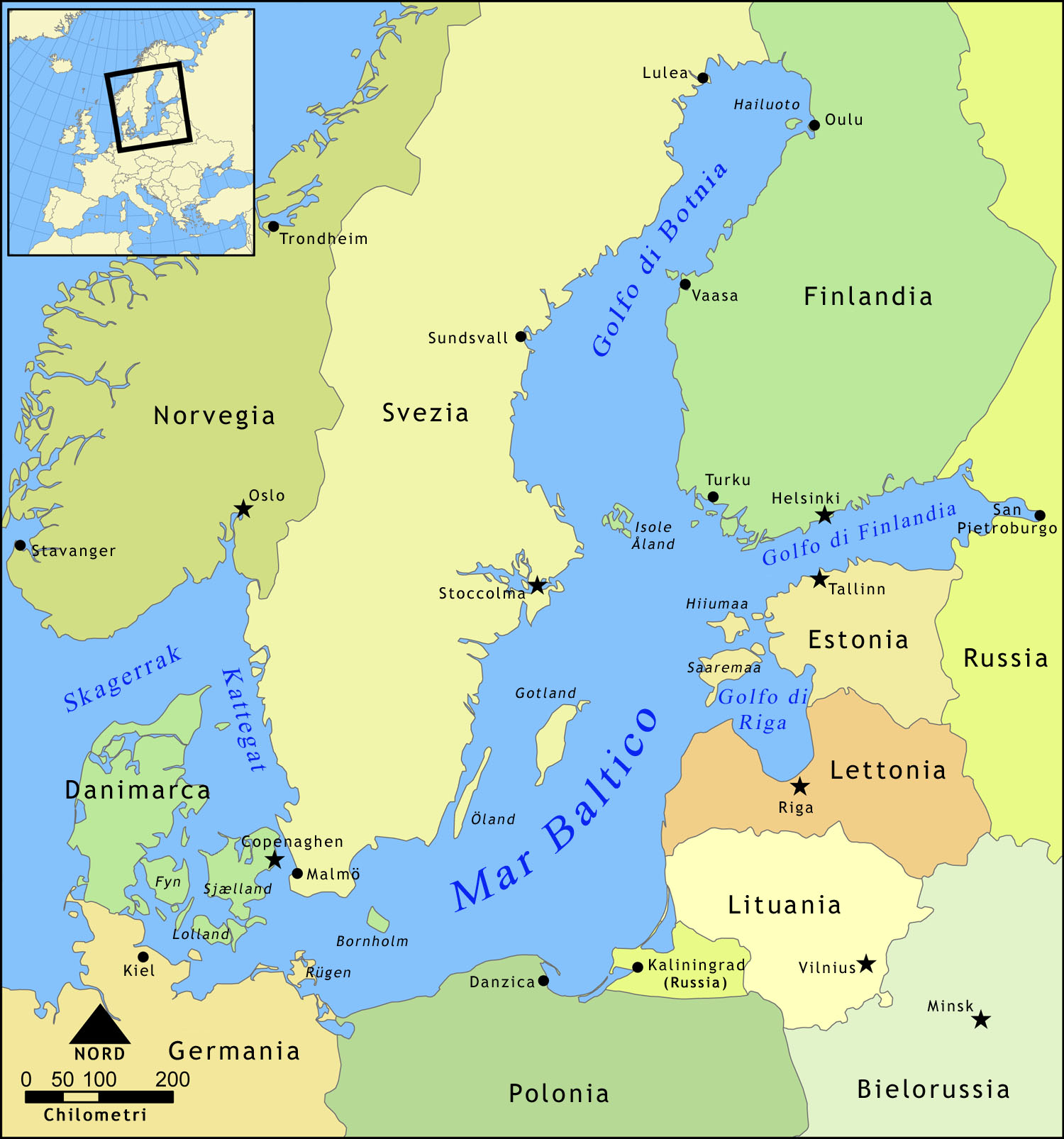
O Mar Báltico, no sentido estrito
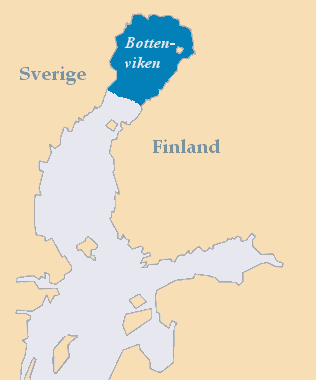
Baía de Bótnia
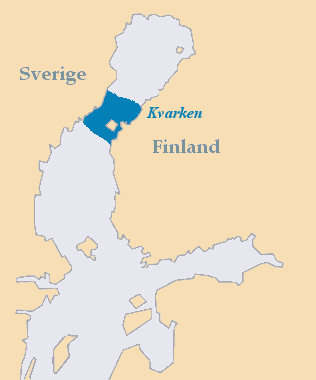
Estreito de Kvarken
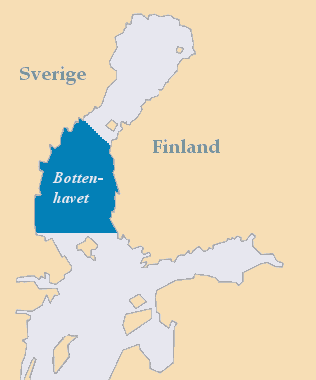
Mar de Bótnia
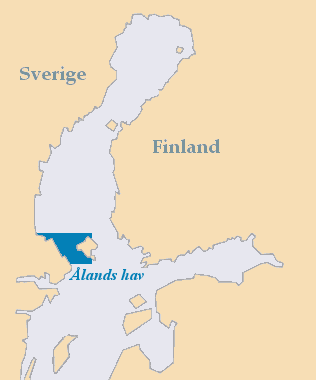
Mar de Åland
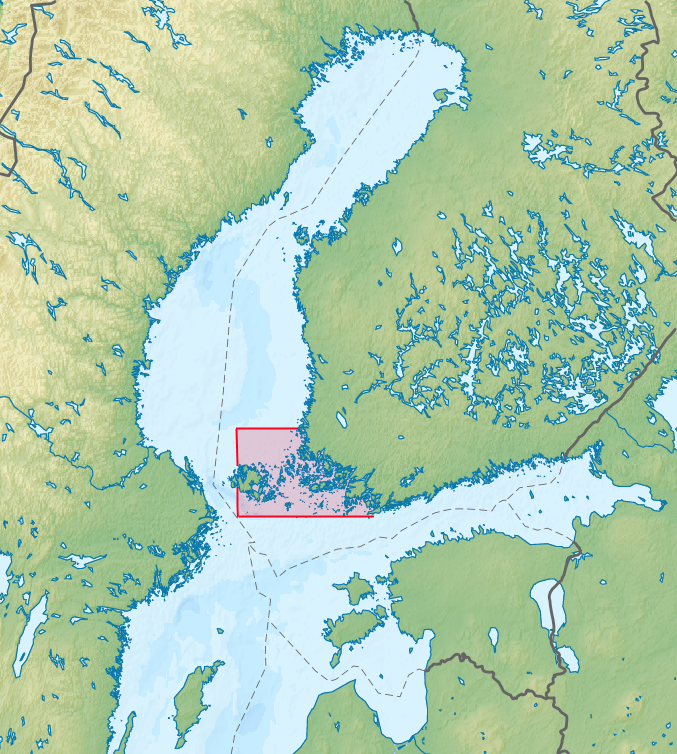
Mar do Arquipélago
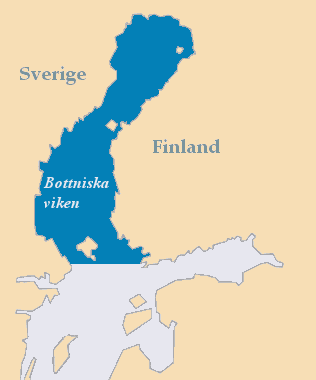
Golfo de Bótnia
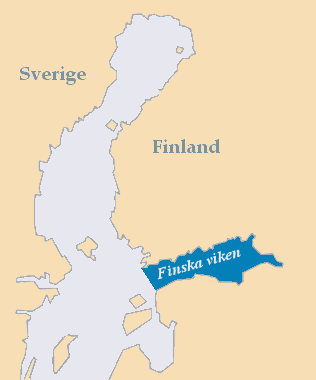
Golfo da Finlândia
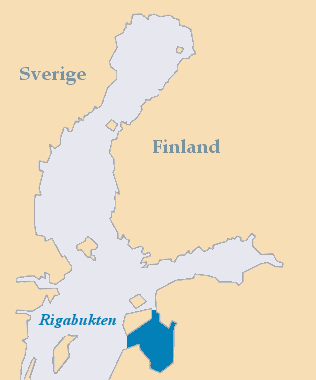
Golfo de Riga

## Ilhas e arquipélagos

Escolhos das ilhas Åland, no mar Báltico

- Ilhas Åland (Finlândia, autônomas)
- Bornholm (Dinamarca)
- Gotlândia (Suécia)
- Hailuoto (Finlândia)
- Hiiumaa (Estônia)
- Olândia (Suécia)
- Rúgia (Alemanha)
- Saaremaa (Estônia)
- Arquipélago de Estocolmo (Suécia)
- Usedom ou Uznam (dividida entre Alemanha e Polônia)
- Valassaaret (Finlândia)
- Wolin (Polônia)

## Cidades

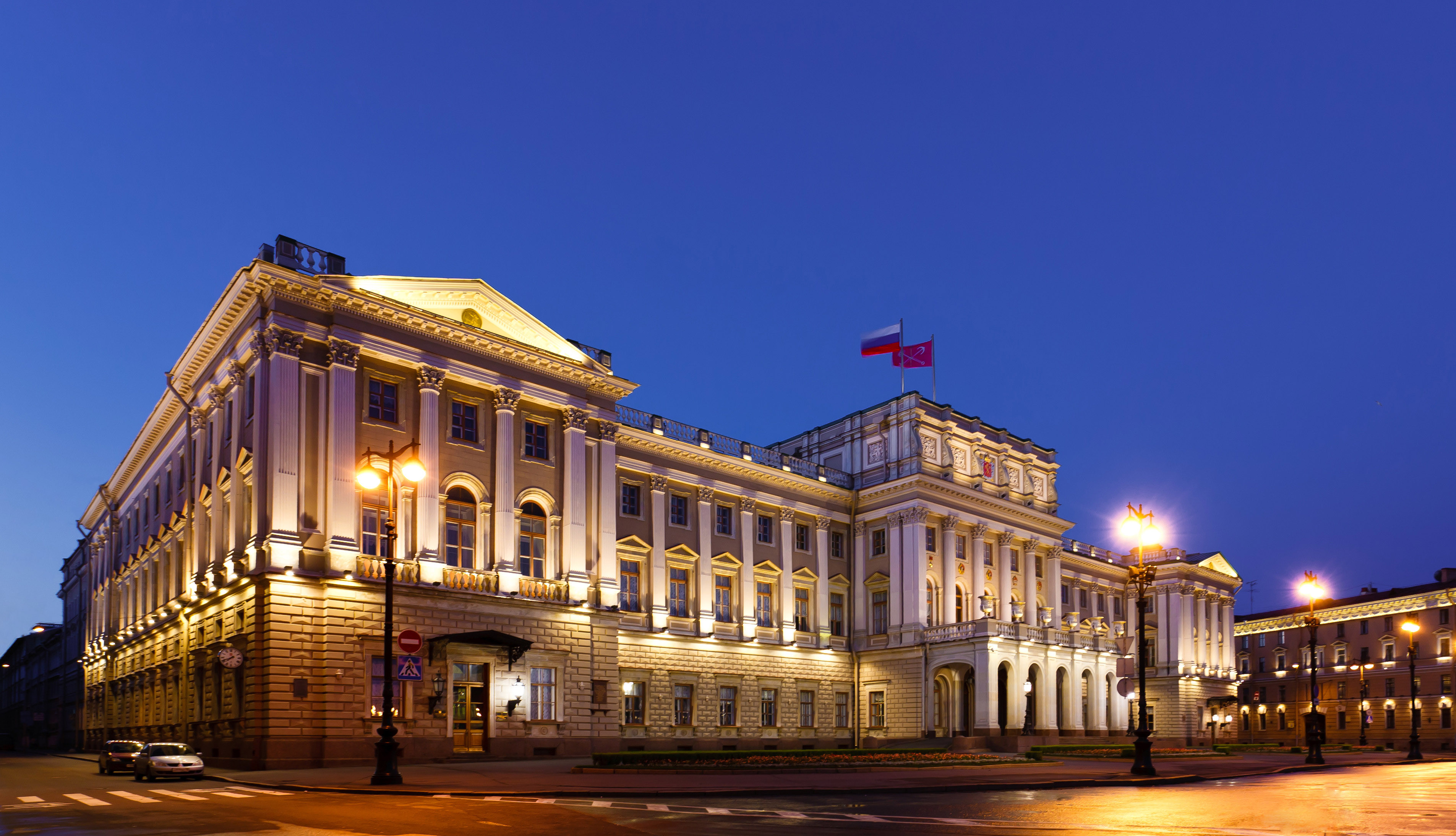
São Petersburgo é a maior cidade costeira do mar Báltico

Estima-se que mais de 85 milhões de pessoas habitem a costa do mar Báltico. As maiores cidades costeiras são:
- São Petersburgo (Rússia) — 4 039 000 hab.
- Estocolmo (Suécia) — 743 000  (área metropolitana — 1 823 000 hab.)
- Helsínquia (Finlândia) — 559 000 hab. (área metropolitana — 980 000 hab.)
- Trójmiasto (Gdańsk, Gdynia e Sopot) (Polônia) (área metropolitana — 753 000 hab.)
- Riga (Letônia) — 760 000 hab.
- Gdańsk (Polônia) — 462 700 hab.
- Estetino (Polônia) — 413 600 hab.
- Kaliningrado (Rússia) — 400 000 hab.
- Tallinn (Estônia) — 387 000 hab.
- Malmö (Suécia) — 259 000 hab.
- Gdynia (Polônia) — 255 600 hab.
- Greifswald (Alemanha) — 60 000 hab.
- Kiel (Alemanha) — 250 000 hab.
- Lübeck (Alemanha) — 216 100 hab.
- Rostock (Alemanha) — 212 700 hab.
- Klaipėda (Lituânia) — 194 400 hab.